# Adrien Lachenal (1849-1918)
Pour les articles homonymes, voir Lachenal.

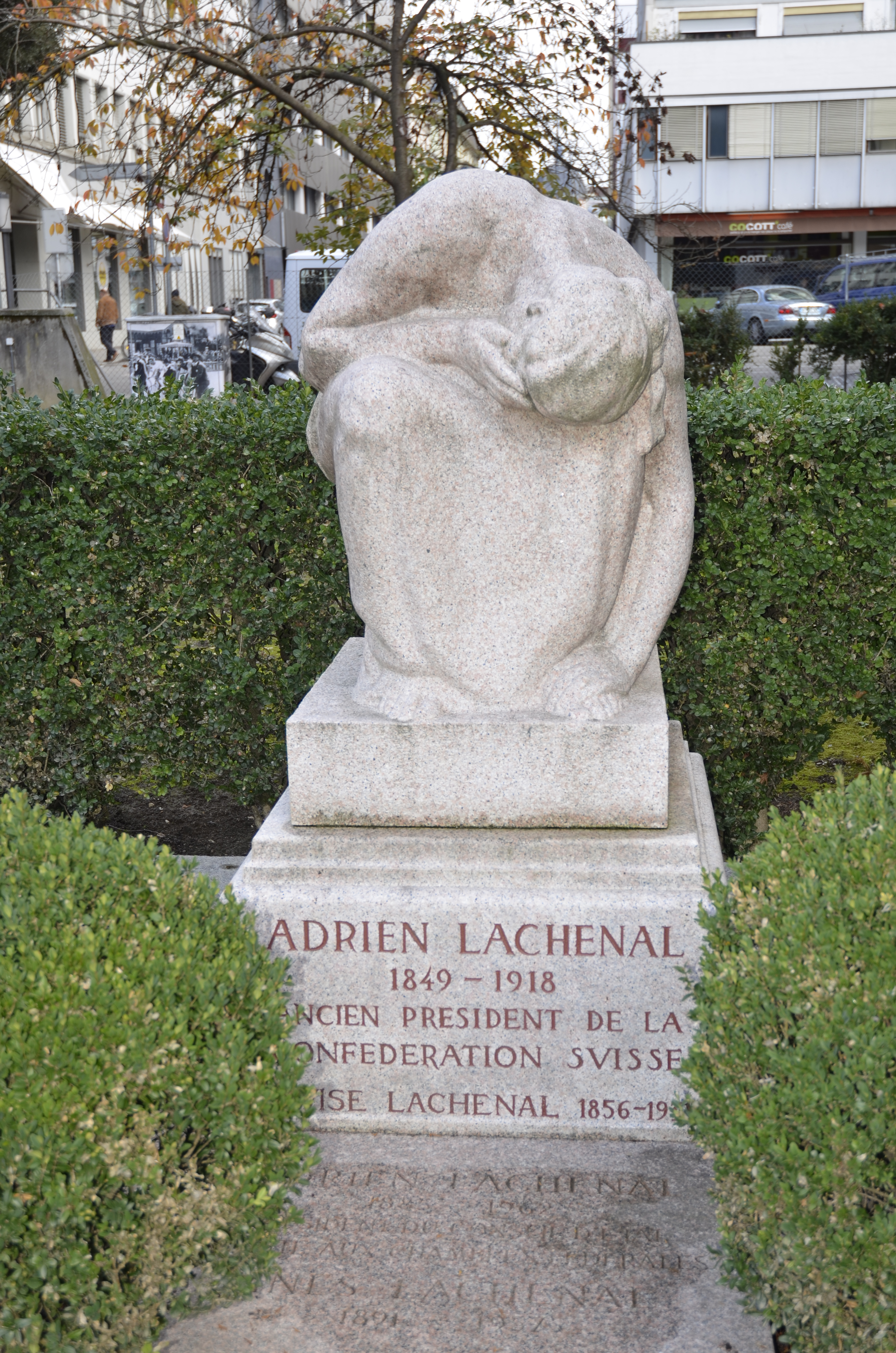
Tombe d'Adrien Lachenal, cimetière des Rois, Genève.

Adrien Lachenal, né le 19 mai 1849 à Genève, originaire de Compesières et mort le 29 juin 1918 à Genève, est un homme politique suisse, membre du Parti radical-démocratique. Il est conseiller fédéral de 1893 à 1899.

## Biographie
Né en 1849, il est le fils de Jacques Lachenal, huissier. Né catholique-romain, quoique sa famille était protestante, il étudia à l'Académie de Genève puis à Paris et Heidelberg. Il fut reçu avocat en 1872. De 1874 à 1808, il est substitut du procureur général. Il entre au Grand Conseil genevois en 1880 et, en 1881, il est élu au Conseil des États, puis au Conseil national en 1884 dont il fut président de 1891 à 1892.

## Conseiller fédéral

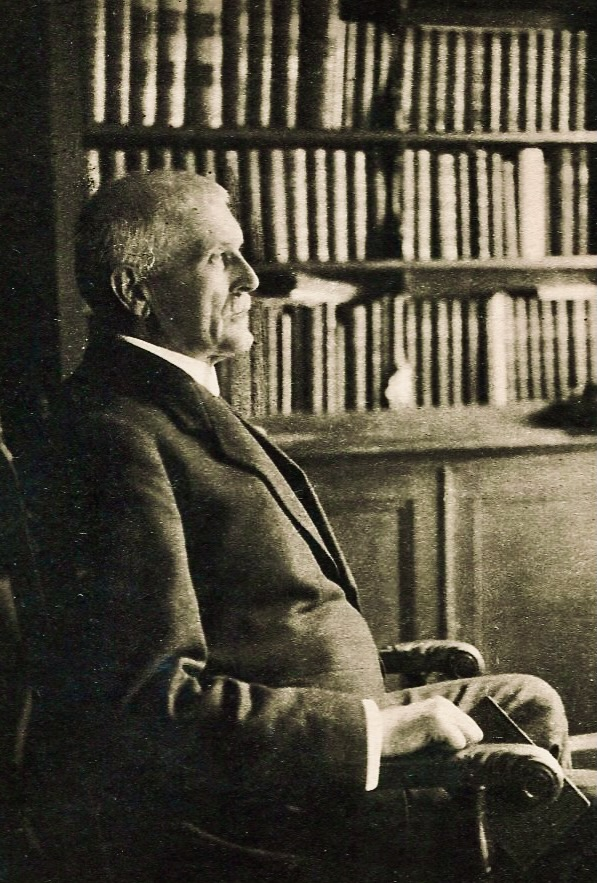
Conseiller Fédéral Suisse

Il est le 31e conseiller fédéral de l'histoire. Il dirige le département politique (ancien nom du département des affaires étrangères) de 1893 à 1896, le département du commerce, de l'industrie et de l'agriculture en 1897 et le département de l'intérieur de 1898 à 1899.
Il est également  président de la Confédération durant l'année 1896. Il a également laissé son nom à une grande école : Adrien Lachenal.
Adrien Lachenal était franc-maçon, membre de la Grande Loge suisse Alpina. Lachenal était aussi un grand bibliophile.
Il est enseveli au cimetière des Rois, à Plainpalais.